# Horodniki (rejon postawski)
Horodniki (biał. Гароднікі; ros. Городники) – dawna wieś. Obecnie część Moldziewicz na Białorusi, w obwodzie witebskim, w rejonie postawskim, w sielsowiecie Kuropole.

## Historia
W czasach zaborów wieś w gminie Hoduciszki, w powiecie święciańskim, w guberni wileńskiej Imperium Rosyjskiego. W 1905 roku liczyła 109 mieszkańców, 155 dziesięcin.
W latach 1921–1945 kolonia leżała w Polsce, w województwie wileńskim, w powiecie święciańskim, w gminie Hoduciszki.
W 1931 w 16 domach zamieszkiwało 76 osób.
Po agresji ZSRR na Polskę w 1939 roku wieś znalazła się w granicach BSRR. W latach 1941–1944 była pod okupacją niemiecką. Następnie leżała w BSRR. Od 1991 roku w Republice Białorusi.